# Мурали Північної Ірландії
Настінні розписи у Північній Ірландії (англ. Murals in Northern Ireland, ірл. Múrmhaisiú i dTuaisceart Éireann) стали символом Північної Ірландії. Розписи зображають історію та сучасність регіонів Ольстеру, здебільшого вони стосуються політики, але існують розписи на різну тематику. З 1970-их років було задокументовано майже 2 тис. розписів.

## Історія
Переважна більшість розписів зображують образ республіканців або лоялістів, часто прославляючи воєнізовані групи, на зразок Тимчасової Ірландської республіканської армії, Асоціації оборони Ольстеру, Ольстерівських добровольчих сил, або загиблих у сутичках мирних мешканців.
Одними з найвідоміших є стіни Free Derry Corner (в Деррі), де 1969 року було намальовано гасло «Зараз ви входите до вільного Деррі» (You Are Now Entering Free Derry). Цей напис було виконано невдовзі після Битви під Боґсайдом. Втім дехто не вважає Free Derry Corner справжнім розписом, оскільки на ньому зображено лише слова, але немає малюнків. Free Derry Corner став прикладом для інших розписів у Північній Ірландії, включно з You Are Now Entering Loyalist Sandy Row у Белфасті, що став відповіддю на республіканське повідомлення в Деррі, та You Are Now Entering Derry Journal Country, що є присвятою напису в Деррі.
Не всі розписи в Північній Ірландії є політичної чи релігійної тематики, є малюнки на теми ірландської історії (Великий Голод 1845—1849 рр.) та міфології. Деякі присвячено ірландській єдності чи абсолютно нейтральній тематиці, як-то роману Клайва Льюїса «Лев, Біла Відьма та шафа». Малюнки на теми миролюбності та толерантності стають дедалі популярнішими, особливо на навколошкільних територіях. Крім того деякі колишні воєнізовані формування залучають до громадської роботи, зокрема й до перемальовування безкомпромісних малюнків. Ці зміни було ще раз підкреслено 2007 року, коли тріо Bogside Artists (брати-трійнята, автори антимілітарних малюнків у Деррі) було запрошено до Вашингтону на Smithsonian Folk Life Festival. Художників попросили відтворити малюнки на Національній алеї.
Белфастські розписи з'являються на кілька секунд у фільмі «П'ять хвилин раю» (2009), присвяченому темі північноірландського конфлікту.

## Приклади

### Націоналісти та республіканці

Настінний розпис у Деррі, присвячений Битві під Боґсайдом.Настінний розпис у Деррі, присвячений Битві під Боґсайдом.

### Юніоністи та лоялісти

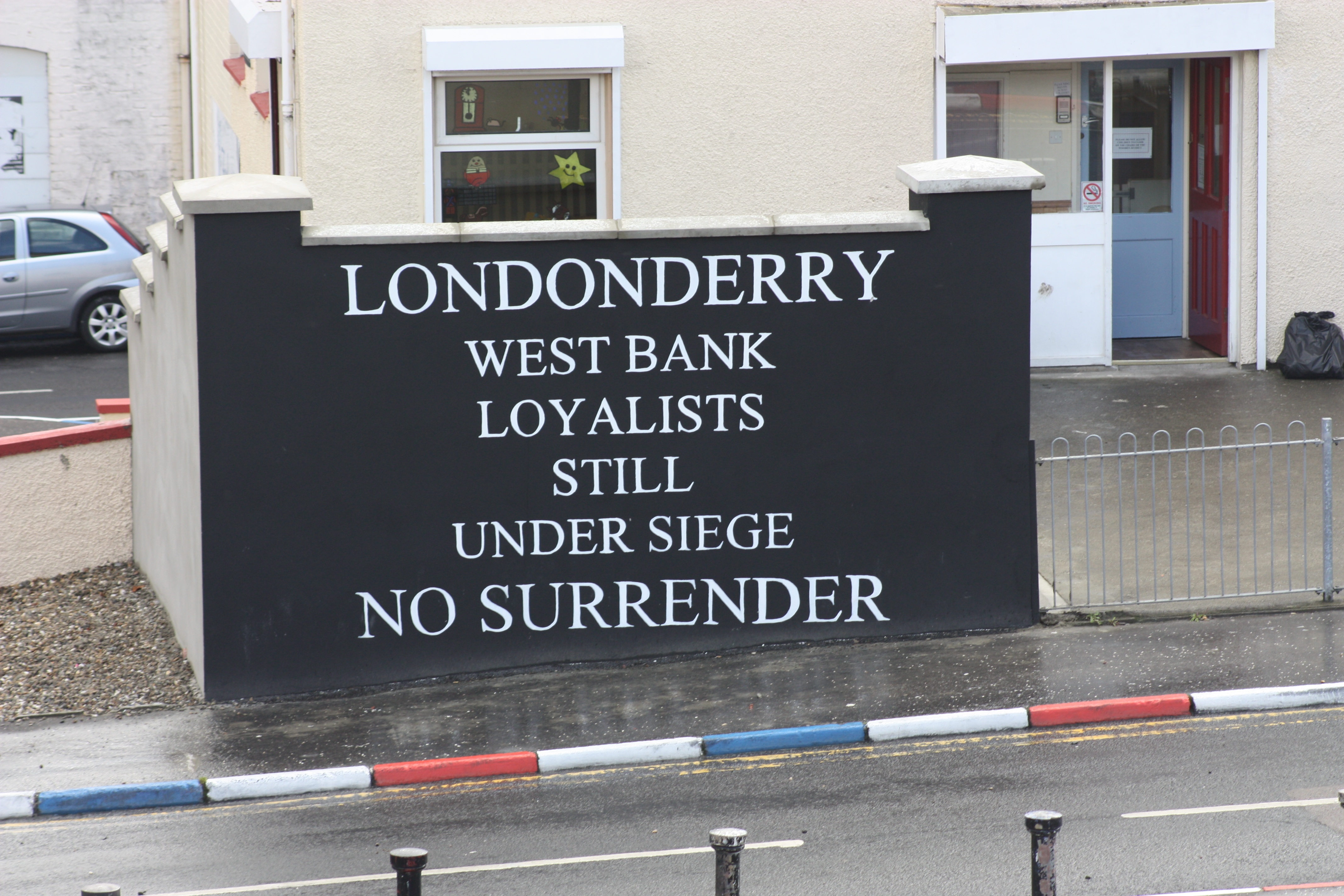
Настінний розпис у лоялістському анклаві Деррі.
Лоялістський настінний розпис на Thorndyke Street, Белфаст.
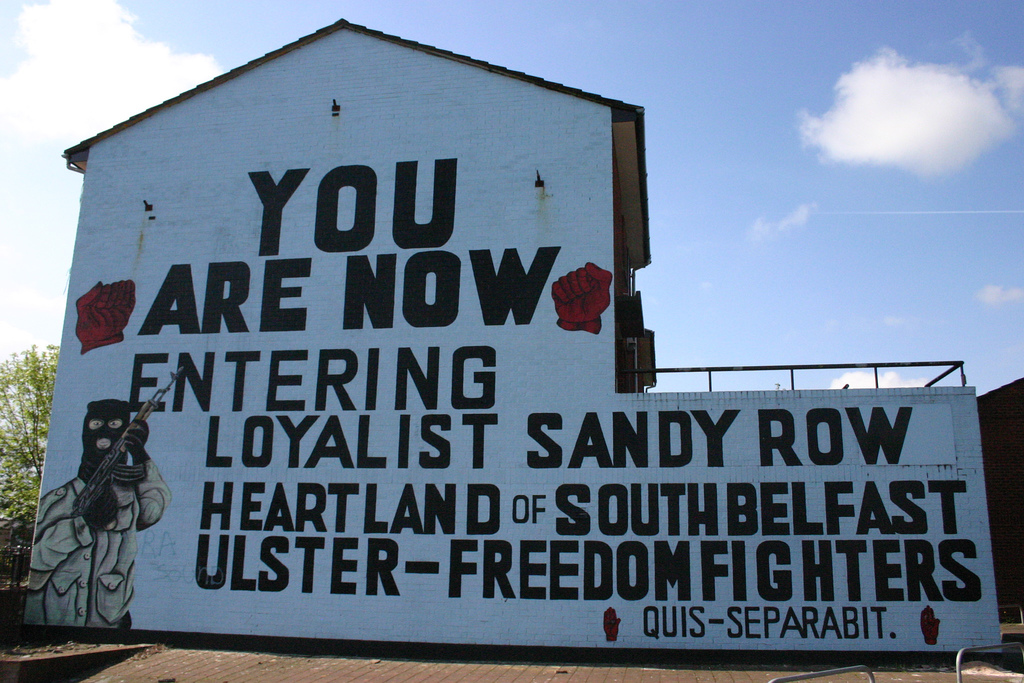
Настінний розпис UDA на Sandy Row у Белфасті.
Настінний розпис UVF у Банґорі.
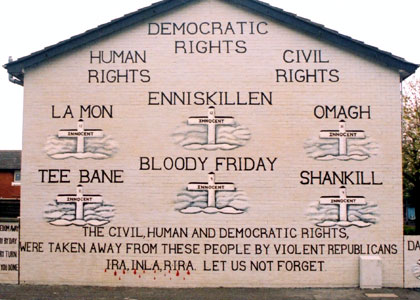
Настінний розпис у Белфасті, на якому зображено вбивства, скоєні республіканцями.
Настінний розпис UVF у Керрікферґусі.
Настінний розпис, присвясчений ольстерівським добровольцям у Ньютаунеббі.